# Ващук, Николай Васильевич
Николай Васильевич Ващук (укр. Микола Васильович Ващук; 5 июня 1959, Великая Хайча, Житомирская область — 14 мая 1986, Москва) — ликвидатор аварии на Чернобыльской АЭС, командир отделения 6-й самостоятельной военизированной пожарной части по охране г. Припяти, Герой Украины (2006, посмертно).

## Биография
Родился 5 июня 1959 года в селе Великая Хайча Овручского района Житомирской области. Украинец.
Сержант внутренней службы. Служил командиром отделения 6-й самостоятельной военизированной пожарной части Управления внутренних дел Киевского облисполкома (охрана г. Припяти). Принимал непосредственное участие в тушении пожара на АЭС в ночь с 25 на 26 апреля 1986 года.
Скончался от острой лучевой болезни в 6-й клинической больнице 14 мая 1986 года. Похоронен на Митинском кладбище в Москве.

## Семья
Жена Инна и сын Анатолий.

## Награды
- Звание Герой Украины с удостаиванием ордена «Золотая Звезда» (21 апреля 2006 года) — за героический подвиг во имя жизни нынешних и будущих поколений, личное мужество и самопожертвование, проявленные при ликвидации аварии на Чернобыльской АЭС (посмертно)[3]

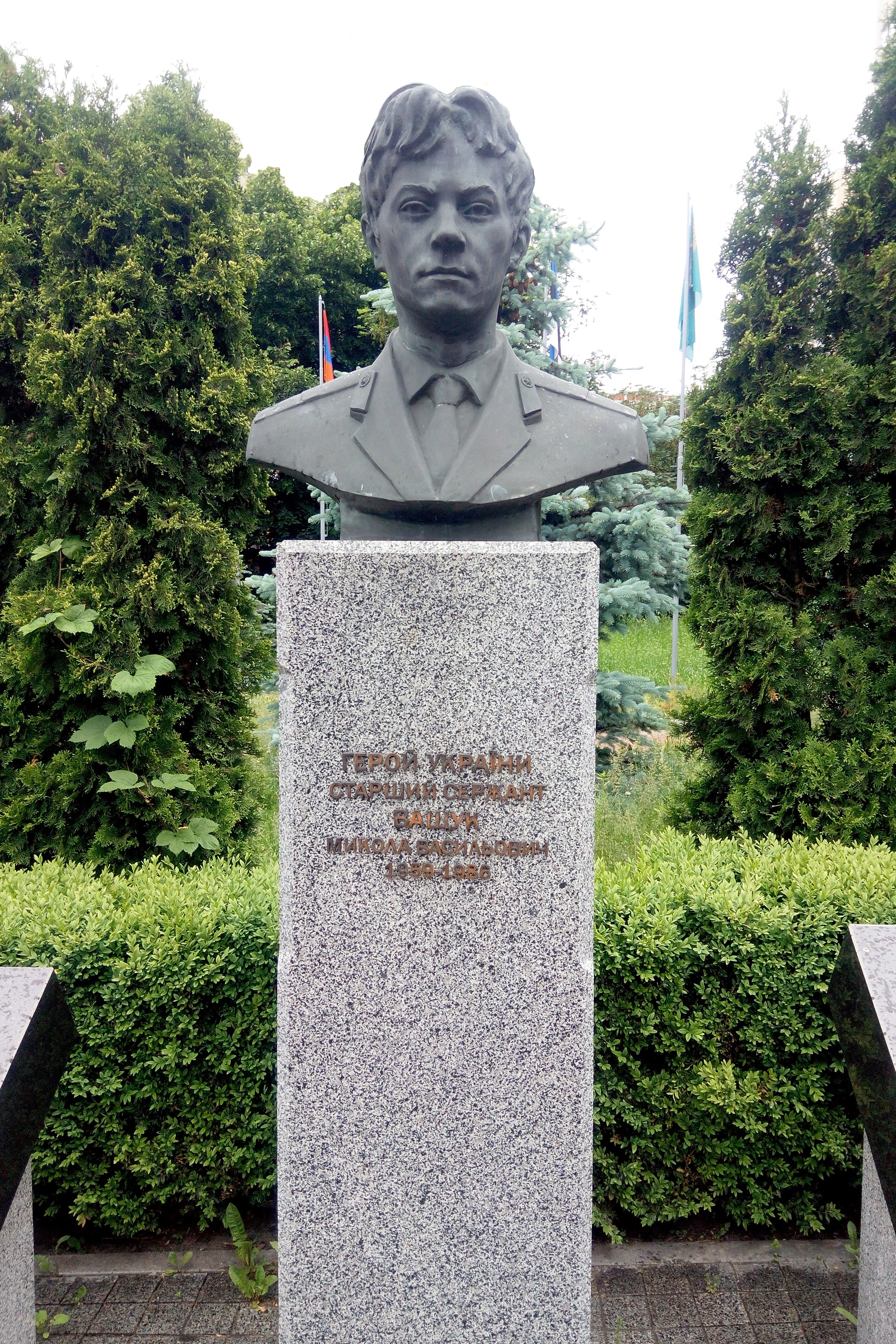
Бюст Николаю Ващуку на Аллее «Героев Чернобыля» в Киеве

- Бюст Николаю Ващуку на Аллее «Героев Чернобыля» в КиевеЗнак отличия Президента Украины — крест «За мужество» (8 мая 1996 года) — за личное мужество и отвагу, проявленные при ликвидации аварии на Чернобыльской АЭС (посмертно)[4]
- Посмертно награждён орденом Красного Знамени.[5]